# Ostrów (powiat żuromiński)
Ostrów – osada w Polsce położona w województwie mazowieckim, w powiecie żuromińskim, w gminie Żuromin.
W latach 1975–1998 miejscowość administracyjnie należała do województwa ciechanowskiego.